# Grünbach (Bockhorn)
Grünbach ist ein Ortsteil der Gemeinde Bockhorn im Landkreis Erding in Oberbayern. 

## Lage
Das Kirchdorf liegt drei Kilometer nordöstlich von Bockhorn.

## Geschichte

### Mittelalter
Der Name Grünbach ist seit 816 belegt, als der Mönch Liutto seinen Grundbesitz in „Croninpach“ dem Hochstift Freising schenkte. Um 1076 erscheint als Zeuge der vermutlich Edelfreie Porn von Grünbach. Einen Grafentitel führt erstmals Bernhard von Grünbach (1197/99). Um 1200 wurde in Grünbach mit dem Bau der Burg Grünbach begonnen.
Um 1250 beerbten die Wittelsbacher Graf Otto von Grünbach. 1315 wurde Grünbach als Filiale der Pfarrei Bockhorn aufgeführt. Im 14. Jahrhundert hatten die Fraunberger Besitz in Grünbach. Christoph Kraft erlangte 1544 für seinen Sitz Grünbach Hofmarksrechte. 1597 beschreibt das Hofmarkenverzeichnis Grünbach mit einem gemauerten Schloss, Taverne und Bad.

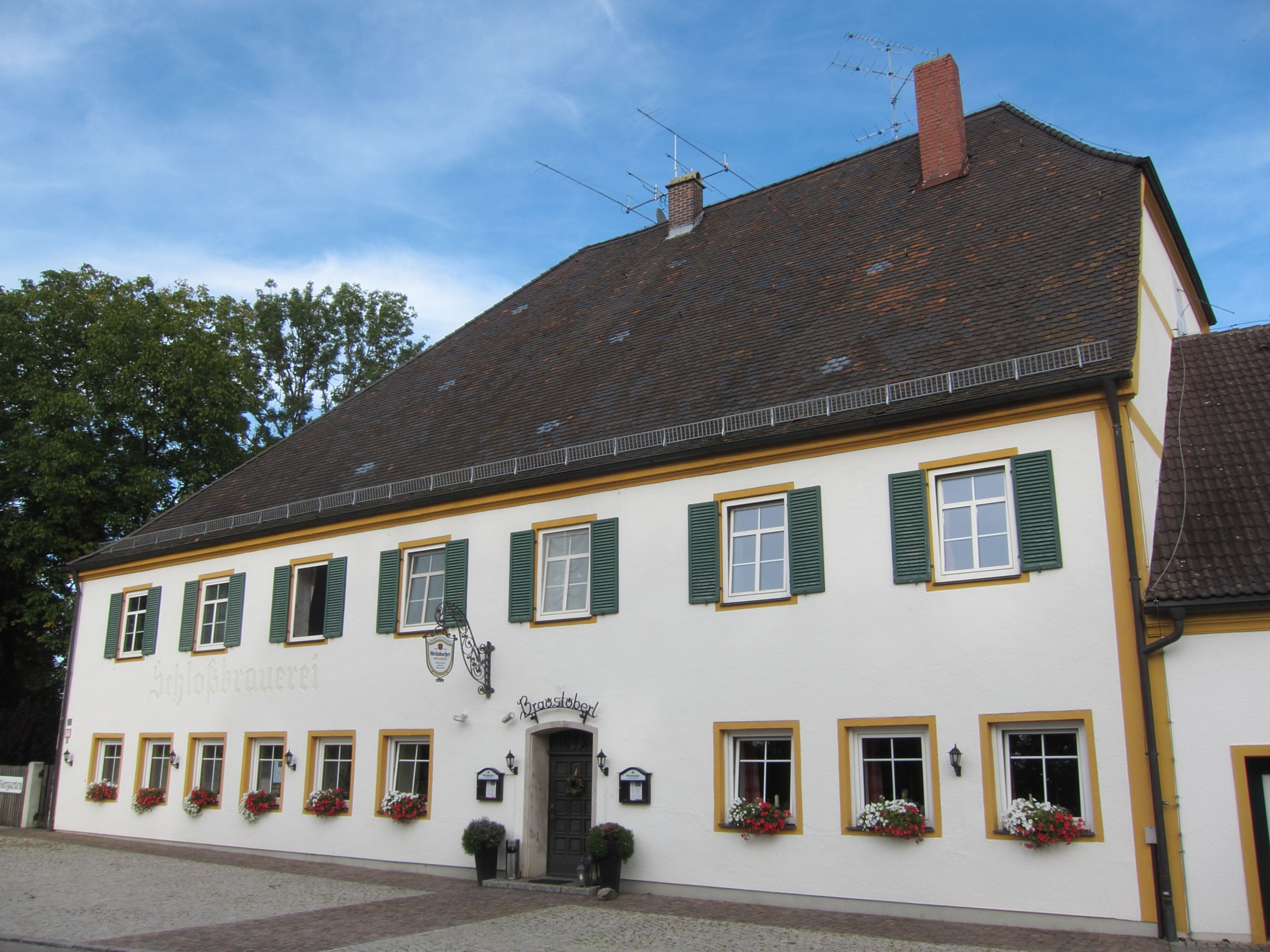
Schloss Grünbach

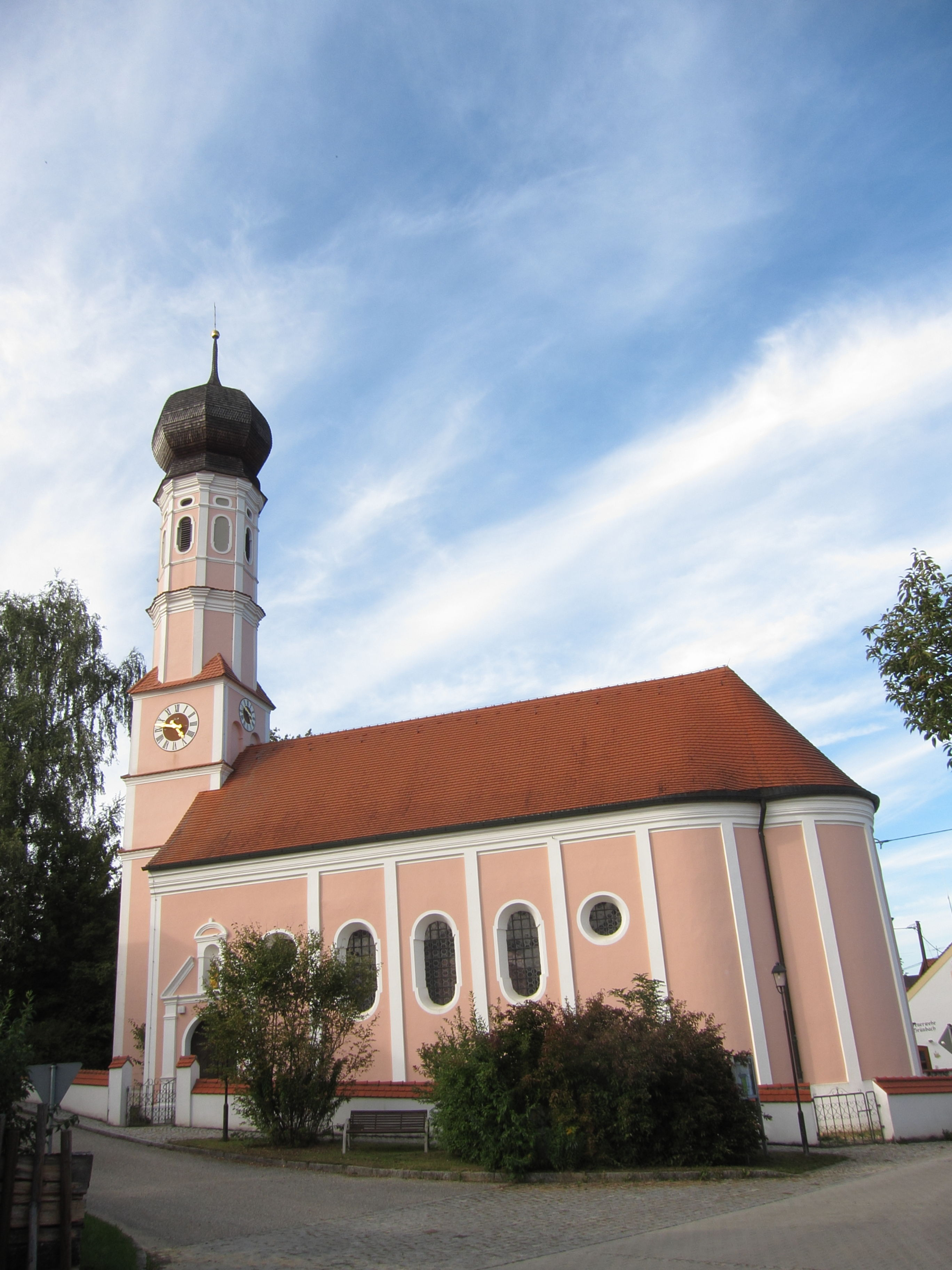
St. Andreas in Grünbach (1688)

### 18. und 19. Jahrhundert
1718 fiel Grünbach durch Heirat den Grafen von Seinsheim zu. Sie holten 1787 den bayerischen Braupionier Benno Scharl, der ein modernes Brauhaus errichtete. 1801 wurde in Grünbach mit dem Neubau des noch bestehenden Schlosses Grünbach begonnen. 1818 wurde mit dem Gemeindeedikt die Patrimonialgemeinde Grünbach begründet. 1848 wurden die letzten Reste der Adelsherrschaft beseitigt.

### 20. und 21. Jahrhundert
1920 und 1942 gab es durch die Strogen große Überschwemmungen. 
Am 1. Januar 1972 wurde Grünbach der Gemeinde Bockhorn angegliedert. 1972 wurde mit dem Bau des Golfplatzes Erding-Grünbach begonnen (1978 erweitert) und im Schloss Grünbach wurde das Bundesinstitut für Pflanzengenetik eingerichtet (bis 1999). 
1999 erfolgte eine Dorferneuerung.

## Ehemaliges Wappen

Ehemaliges Wappen von Grünbach bis 1971
Wappen von Bockhorn seit 1973

Das silberne Horn auf Rot war das Wappen der Adelsfamilie Krafft von Grünbach, das von der damaligen Gemeinde als Wappen übernommen wurde. Das Wappen wurde von 1950 bis zur Eingemeindung 1972 verwendet; in großen Teilen ist das Bockhorner Wappen davon abgeleitet.

## Baudenkmäler
- St. Andreas, barocke Saalkirche mit Krypta, Anton Kogler ab 1688.
- Schloss Grünbach, Vierflügelbau mit Walmdach im Stil des Biedermeier, 1794 und 1847.

## Verkehr
Durch den Ort führt die Bundesstraße 388. Eine Ortsumgehung ist im Bundesverkehrswegeplan 2030 aufgenommen. Eine ÖPNV-Anbindung besteht mit der MVV-Buslinie 562.